# ゴッチテクノロジー
有限会社ゴッチテクノロジーは、日本のゲームソフト開発会社。 本社は大阪府大阪市平野区。

## 会社概要
移植職人の集団。アーケードゲームソフトを家庭用ゲーム機に移植することを得意とする。ゲームのるつぼのコアメンバーである橋本雅俊と向頭真一郎が設立した法人と推測される。
1994年に橋本雅俊がゲームソフト開発チーム「るつぼチーム」を結成しX68000用ビデオゲームアンソロジーシリーズを開発した後、「ゲームのるつぼ有限会社」を経て現在に至る。
確認されている開発メンバーは橋本雅俊,向頭真一郎,由良拓己,久保雅章である。
自社ブランド作品はなく、あくまで下請けであるため、自社ウェブサイトもなくその実態には謎が多い。

## 開発作品
ドリームキャスト
- シェンムー(作中ミニゲームとして収録)
  - ハングオン
- 鈴木裕ゲームワークス Vol.1(付録GD-ROMに収録)
  - ハングオン

Xbox
- シェンムー2(作中ミニゲームとして収録)
  - ハングオン

PlayStation 2
- オレたちゲーセン族
  - スクランブル
  - クレイジークライマー
  - 空手道
  - タイムパイロット
  - ムーンクレスタ

- キン肉マン マッスルグランプリ2 特盛
  - キン肉マン マッスルタッグマッチ
  - キン肉マン キン肉星王位争奪戦

PlayStation Portable
- ナムコミュージアム
  - パックマン
  - ミズパックマン
  - ギャラガ
  - ギャラクシアン
  - ラリーX
  - ニューラリーX
  - ディグダグ

- ナムコミュージアム Vol.2
  - ゼビウス
  - ボスコニアン
  - キング＆バルーン

- NAMCO MUSEUM BATTLE COLLECTION
  - パックマン
  - ミスパックマン
  - ギャラガ
  - ギャラクシアン
  - ラリーX
  - ニューラリーX
  - ディグダグ
  - ゼビウス
  - ボスコニアン
  - キング＆バルーン

Xbox 360
- XBOX Live Arcade 360
  - パックマン
  - ギャラガ
  - ミズパックマン
  - ニューラリーX
  - ディグダグ
  - ゼビウス

- NAMCO MUSEUM VIRTUAL ARCADE
  - Baraduke
  - Bosconian
  - Dig Dug 2
  - Dig Dug Arrangement
  - Dragon Buster
  - Dragon Spirit
  - Galaga 88
  - Galaga Arrangement
  - Galaxian
  - Grobda
  - King&Ballon
  - Mappy
  - Metro-Cross
  - Pac&Pal
  - Pac Man Arrangement
  - Pac Mania
  - Pole Position
  - Pole Position 2
  - Rally-X
  - Rolling Thunder
  - Sky Kid Deluxe
  - Super Pac Man
  - The Tower Of Druaga

Wii
- NAMCO MUSEUM REMIX
  - DIGDUG
  - GALAXIAN
  - MAPPY
  - XEVIOUS
  - SUPER PAC-MAN
  - PAC&PAL
  - GAPLUS
  - CUTIE-Q
  - PAC-MANIA

Nintendo 3DS
- バンダイナムコゲームスPRESENTS Jレジェンド列伝（プログラム、リズと共同）
- くにおくん熱血コンプリート ファミコン編
- ファミスタレトロ (プロ野球 ファミスタ クライマックス 初回特典)

PlayStation 3
- NAMCO MUSEUM .comm
  - パックマン
  - ギャラガ
  - ディグダグ
  - ゼビウス
  - ドラゴンスピリット

PlayStation 3 / Xbox 360
- カプコン アーケード キャビネット（M2と共同）

PlayStation 4 / XBOX One / Steam
- ARCADE GAME SERIES　（バンダイナムコ）
  - パックマン
  - ミズ・パックマン
  - ディグダグ
  - ギャラガ

PlayStation 4 / XBOX One / Steam / Nintendo Switch
- くにおくん ザ・ワールド クラシックスコレクション [1]
- パックマンミュージアムプラス(開発協力、ナウプロダクションと共同)[1]

PlayStation 4
- アーケードアーカイブス　シリーズ（ハムスター）
- シェンムーI&II(作中ミニゲームとして収録)
  - ハングオン

Nintendo Switch
- NAMCO MUSEUM[1]
- アーケードアーカイブス　シリーズ（ハムスター）
- スペースインベーダーインヴィンシブルコレクション[1]
- タイトー LDゲームコレクション
  - 宇宙戦艦ヤマト HDリマスター[2]

## 所属クリエーター
- 橋本雅俊
- 向頭真一郎
- 由良拓己
- 久保雅章

## 関係の深い人物
- 麻生宏 （元セガスタッフ。有限会社アソーにてゴッチテクノロジーが手掛けるタイトルのプロデュース等を多く担当）